# Rząd Kostia Łewyckiego
Rząd Kostia Łewyckiego – pierwszy rząd Zachodnioukraińskiej Republiki Ludowej (Sekretariat Państwowy ZURL), działający od 13 listopada 1918 do 4 stycznia 1919.  Jego premierem był Kost Łewycki.
Do 24 listopada rząd przebywał we Lwowie, następnie do 31 grudnia 1918 w Tarnopolu, i na koniec w Stanisławowie. 4 stycznia 1919 został zastąpiony przez rząd Sydora Hołubowycza.
Politycznie oparty był na koalicji Ukraińskiej Partii Narodowo-Demokratycznej i Ukraińskiej Partii Radykalnej z udziałem bezpartyjnych fachowców.

## Skład rządu
Ministrowie (Sekretarze Państwowi): 
- minister spraw wewnętrznych – Longyn Cehelski
- minister spraw wojskowych – Dmytro Witowski
- minister transportu – Iwan Myron
- minister handlu i przemysłu – Jarosław Łytwynowycz
- minister poczty i telegrafu – Ołeksandr Pisecki
- minister oświaty i wychowania – Ołeksandr Barwinski
- minister sprawiedliwości – Sydir Hołubowycz
- minister spraw ziemskich – Stepan Baran
- minister robót publicznych – Iwan Makuch
- minister pracy i opieki społecznej – Stepan Czarnecki
- minister ochrony zdrowia – Iwan Kuroweć
- minister spraw zagranicznych – Wasyl Panejko
- minister aprowizacji – Stepan Fedak.